# رويدا الحبطي
رويدا الحبطي (من مواليد 16 أبريل 1989) هي رياضية أولمبية ليبية. شاركت في الألعاب الأولمبية الصيفية 2004، وتنافست في سباق 400 متر للسيدات [الإنجليزية] . احتلت المركز الأخير في مجموعتها بزمن قدره 1:03.57، أبطأ بحوالي 11 ثانية من أي شخص آخر في المجموعة، والأبطأ من أي شخص في المنافسة. ومع ذلك، فقد حققت رقمًا قياسيًا وطنيًا [الإنجليزية].